# Rachael MacFarlane
Rachael MacFarlane (Kent, 21 de março de 1976) é uma dubladora e cantora estadunidense, é irmã de Seth MacFarlane, criador e estrela das séries Family Guy e American Dad.
Entre seus papéis como dubladora mais os conhecidos são a voz de Mindy e Eris a Deusa do Caos e discórdia em As Terríveis Aventuras de Billy e Mandy, Líder Suprema Número 362 em KND - A Turma do Bairro, Hayley Smith em American Dad, e vários personagens em Family Guy.
Rachael MacFarlane também trabalha em outras áreas da animação. Foi gerente de produção de The Grim Adventures of Billy and Mandy e Welcome to Eltingville, escreveu um episódio de Billy e Mandy.
Em 25 de setembro de 2012 ela estreou como cantora com seu primeiro álbum Hayley Sings posteriormente assinou um contrato com a gravadora Concord Records. O título do álbum faz menção a sua personagem em American Dad: Hayley Smith. Dois dos singles do álbum estão presentes no episódio Love American Dad Style.
- Este artigo foi inicialmente traduzido, total ou parcialmente, do artigo da Wikipédia em castelhano cujo título é «Rachael MacFarlane», especificamente desta versão.

1. 1 2  «Bio TV.com» (em inglês)
2. ↑  «Hyley Smith on American Dad» (em inglês). FOX. Consultado em 12 de junho de 2014. Arquivado do original em 7 de maio de 2011